# دورنير دو 215
دورنير دو 215 (بالإنجليزية: Dornier Do 215)‏ هي طائرة مقاتلة أنتجت في 1938 بألمانيا. من صناعة دورنير للطائرات. كانت تستخدم بشكل أساسي من قبل سلاح الجو الألماني. كان أول طيران لها في 1938. انتهت خدمتها في 1944. صنع منها 105 طائرة.